# Bruchia paricutinensis
Bruchia paricutinensis là một loài rêu trong họ Bruchiaceae. Loài này được Delgad. & see Cárdenas Soriano, María de los Angeles mô tả khoa học đầu tiên năm 1991.